# 樽前サービスエリア
樽前サービスエリア（たるまえサービスエリア）は、北海道苫小牧市字錦岡にある道央自動車道のサービスエリアである。

## 施設
樽前山を一望できるロケーションにある。

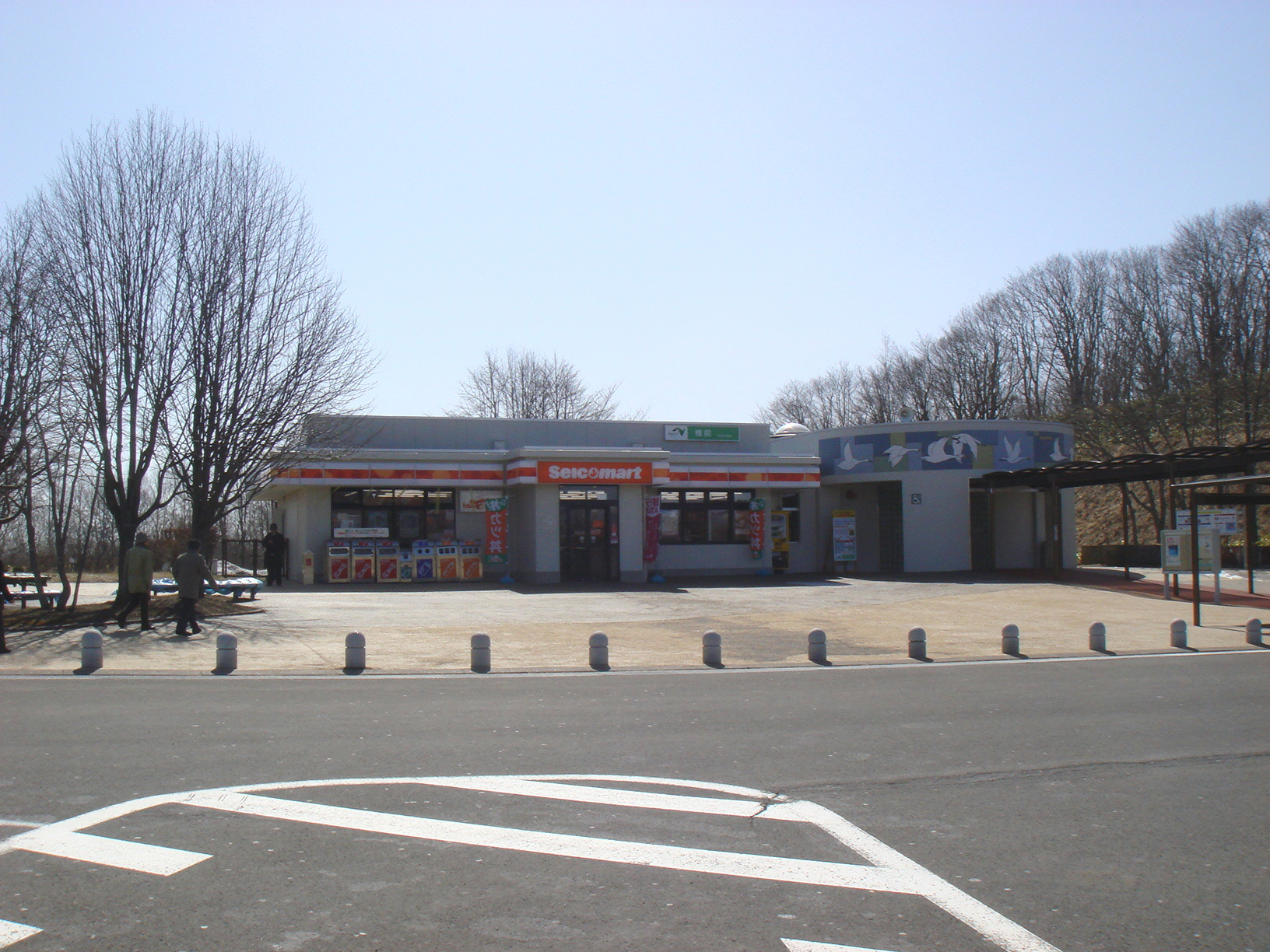
セイコーマート出店時代の上り線（2009年3月）

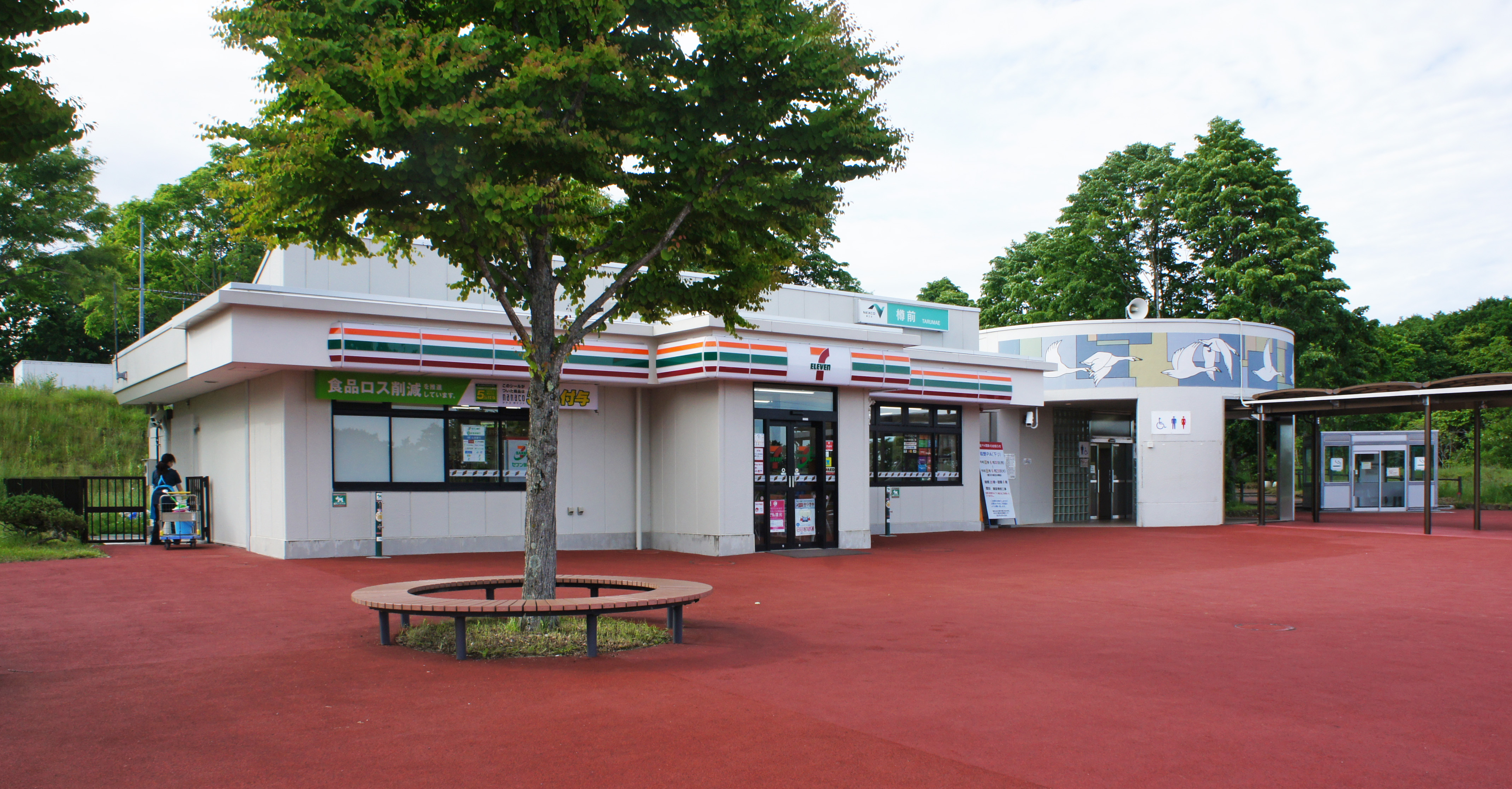
下り線（2020年6月）

2008年6月20日以前は軽食コーナーが設置されていたが、2008年6月21日よりコンビニエンスストアのセイコーマートが上下線双方で営業していた。
その後、同店舗が2018年6月30日をもって営業を休止となり、施設は給電スタンド新設を含めた改装を行って、同年8月10日よりセブン-イレブンとなって営業を開始した。
上下線のコンビニエンスストアが店舗改装工事のため、2024年（令和6年）3月31日から営業を休止していたが、7月19日8時にローソンが道内のSA/PAでは初めて出店した。24時間営業となっている。
上下線ともレストランやガソリンスタンドは設置されていない。
緊急入退出路が設置されている。

### 上り線（室蘭・函館方面）
- 管理：ネクスコ東日本エリアトラクト[9]
- 施設運営：ローソン[10]
- 駐車場[10]
  - 大型：32台
  - 小型：141台
  - 身障者用
    - 小型：1台
- トイレ[10]
  - 男性：大5（和式1・洋式4）・小15（オストメイト対応トイレ有）[11]
  - 女性：15（和式3・洋式12）オストメイト対応トイレ有[11]
  - 身障者用
    - 共用：1
- 給電スタンド[12]
- コンビニエンスストア「ローソン」（24時間）[7]

### 下り線（札幌・旭川方面）
- 管理：ネクスコ東日本エリアトラクト[9]
- 施設運営：ローソン[13]
- 駐車場[13]
  - 大型：34台
  - 小型：92台
  - 身障者用
    - 小型：1
- トイレ[13]
  - 男性：大5（和式1・洋式4）・小15（オストメイト対応トイレ有）[11]
  - 女性：15（和式3・洋式12）オストメイト対応トイレ有[11]
  - 身障者用
    - 共用：1
- 給電スタンド[12]
- コンビニエンスストア「ローソン」（24時間）[7]

## 隣
E5 道央自動車道
(19)白老IC - 樽前SA - (20)苫小牧西IC